# Keirrison
Keirrison de Souza Carneiro (født 3. december 1988 i Dourados, Brasilien) også kendt som blot Keirrison eller K9 er en brasiliansk fodboldspiller, der i øjeblikket spiller for den brasilianske klub Londrina.
I 2008-sæsonen af den brasilianske liga blev Keirrison delt topscorer – sammen med Washington og Kléber Pareira – med 21 scoringer. På styrken af hans optrædener i den brasilianske liga blev han vidt kendt i Europa og tiltrak sig opmærksomheden fra utallige klubber. Den 23. juli 2009 annoncerede FC Barcelona at Keirrison havde underskrevet en 5-årig kontrakt med klubben i en handel der kostede Barça en foreløbig sum på €14 millioner, potentielt stigende med endnu €2 millioner baseret på optrædener for klubben.
Samtidigt stod det klart at Keirrison ikke var i træner Josep Guardiolas planer for førsteholdet i den kommende sæson og at Keirrison ville blive udlejet. Den 28. juli 2009 blev udlånet af Keirrison til den portugisiske klub Benfica annonceret.